# Phillipe Biane
Philippe Biane (1962) é um matemático francês.

## Obras
- Entropie libres et algèbres d’opérateurs, Séminaire Bourbaki, Nr. 889, Asterisque, Band 282, 2002
- Introduction to random walk in non commutative spaces, in Michael Schürmann, Nicolas Privault, Uwe Franz (Herausgeber) Quantum potential theory, Lecturenotes in Mathematics, Band 1954, 2008, S. 61–116
- Free probability for probabilists, in Quantum probability communications, Band 11 (Grenoble 1998),  World Scientific 2003
- Representations of symmetry groups and free probability, Advances in Mathematics, Band 138, 1998, S. 12611181
- Calcul stochastique non commutatif, Saint Flour Lectures on Probability Theory 1993, Lecturesnotes in Mathematics, Band 1608, 1995, S. 11196
- La fonction zéta et les probabilités, in Nicole Berline, Claude Sabbah (Hrsg.) La fonction Zeta, Éditions de l’École Polytechnique, 2003
- mit Jim Pitman, Marc Yor Probability laws related to the Jacobi Theta Function and Riemann Zeta Functions and Brownian Excursions, Bulletin AMS, Band 38, 2001, 435–465  Online